# Motherwell Football Club 2016-2017
Questa voce raccoglie le informazioni riguardanti il Motherwell Football Club nelle competizioni ufficiali della stagione 2016-2017.

## Stagione
- In Scottish Premiership il Motherwell si classifica al 9º posto (38 punti), dietro al Kilmarnock e davanti al Dundee.
- In Scottish Cup viene eliminato al quarto turno dai Rangers (2-1).
- In Scottish League Cup viene eliminato al secondo turno dal Celtic (5-0).

## Maglie e sponsor
| Casa | Trasferta |

## Rosa
| N. |                        | Ruolo | Calciatore              |
| -- | ---------------------- | ----- | ----------------------- |
| 1  | Scozia (bandiera)      | P     | Craig Samson            |
| 2  | Scozia (bandiera)      | D     | Richard Tait            |
| 3  | Scozia (bandiera)      | D     | Steven Hammell          |
| 4  | Inghilterra (bandiera) | D     | Ben Heneghan            |
| 6  | Scozia (bandiera)      | D     | Stephen McManus         |
| 7  | Inghilterra (bandiera) | C     | Lionel Ainsworth        |
| 8  | Irlanda (bandiera)     | D     | Carl McHugh             |
| 9  | Inghilterra (bandiera) | A     | Louis Moult             |
| 11 | Inghilterra (bandiera) | A     | Ryan Bowman             |
| 12 | Scozia (bandiera)      | C     | Chris Cadden            |
| 13 | Inghilterra (bandiera) | P     | Russell Griffiths       |
| 14 | Scozia (bandiera)      | C     | Keith Lasley (capitano) |
| 15 | Scozia (bandiera)      | D     | Joe Chalmers            |

| N. |                        | Ruolo | Calciatore      |
| -- | ---------------------- | ----- | --------------- |
| 16 | Inghilterra (bandiera) | D     | Kieran Kennedy  |
| 17 | Inghilterra (bandiera) | C     | Elliott Frear   |
| 18 | Galles (bandiera)      | C     | Lee Lucas       |
| 19 | Inghilterra (bandiera) | A     | Jacob Blyth     |
| 20 | Inghilterra (bandiera) | C     | Craig Clay      |
| 21 | Serbia (bandiera)      | C     | Luka Belic      |
| 24 | Scozia (bandiera)      | A     | James McFadden  |
| 25 | Scozia (bandiera)      | D     | David Ferguson  |
| 27 | Scozia (bandiera)      | C     | Ross MacLean    |
| 30 | Scozia (bandiera)      | D     | Jack McMillan   |
| 77 | Australia (bandiera)   | A     | Scott McDonald  |
| 88 | Scozia (bandiera)      | C     | Stephen Pearson |